# Lucero (álbum)
Lucero es el título del primer trabajo discográfico, perteneciente al grupo de rock argentino, llamado Charlie 3. Este material es en particular el tercer álbum de la banda, que anteriormente se hacían llamar Charlie Brown y que hasta su disco My own garden (1999); la banda cantaba completamente en inglés. 
Este disco fue producido por el ex Soda Stereo, Zeta Bossio y el ingeniero de sonido Mario Breuer, bajo su nuevo sello discográfico, llamado Alerta! Discos.  Fue grabado y mezclado entre los meses de mayo y septiembre de 2002, en el Espacio estudio, en Buenos Aires.

## Lista de canciones
| N.º | Título         | Duración |  |
| 1.  | «Donde voy»    | 02:25    |  |
| 2.  | «Demi»         | 02:53    |  |
| 3.  | «Durmiendo»    | 02:25    |  |
| 4.  | «Zoombras»     | 02:07    |  |
| 5.  | «Imposible»    | 01:51    |  |
| 6.  | «Surf era»     | 01:47    |  |
| 7.  | «Aquí mañana»  | 01:50    |  |
| 8.  | «Puesto cerdo» | 02:13    |  |
| 9.  | «Cobarde»      | 02:03    |  |
| 10. | «Cada vez»     | 03:08    |  |
| 11. | «Luz»          | 03:18    |  |

## Créditos
- Esteban Zunzunegui: bajo y voz
- Martín Dócimo: guitarra
- Pablo Florio: batería